# 角田市立枝野小学校
角田市立枝野小学校（かくだしりつ えだのしょうがっこう）は、宮城県角田市にあった公立小学校子供少子化のために2023年3月31日に閉校し、その後は角田市立藤尾小学校と合併し、角田市立金津小学校になった。

## 学校教育目標
新しい価値の創造に挑戦する児童の育成

## 沿革
- 1873年（明治6年） - 金津小学校枝野分教場と小斎小学校島田分教場が開校
- 1879年（明治12年） - 島田中等小学校として現在地に，枝野初等小学校として開校
- 1886年（明治19年） - 両校合併して島田尋常小学校となり、枝野校は枝野分教場
- 1902年（明治25年） - 枝野尋常高等小学校に改称
- 1941年 (昭和16年) - 枝野国民学校に改称
- 1947年（昭和22年）- 枝野村立枝野小学校に改称
- 1954年（昭和29年）10月1日 - 町村合併で角田町立枝野小学校に改称
- 1958年（昭和33年）10月1日 - 市制施行により角田市立枝野小学校に改称
- 1959年（昭和34年） - 体育館新設
- 1968年（昭和43年） - プール新設、特殊学級開設
- 1970年（昭和45年） - 角田市立枝野幼稚園を併設
- 1973年（昭和48年） - はぐくみ学園学級を開設
- 1978年（昭和53年） - はぐくみ学園学級を宮城県立光明養護学校に移管
- 1985年（昭和60年） - 校舎改築
- 1986年（昭和61年） - 体育館改築
- 1992年（平成4年）7月 - プール改築
- 2023年（令和5年）3月31日 - 角田市立藤尾小学校と統合し、新設の角田市立金津小学校が開校し、閉校。

## 通学区域
- 角田市島田、枝野（字青木を除く。）、尾山（字赤坂、姥沼、大橋、大椚、大谷、作田、沼田、林田、香取原、日向、上日向、関ノ入、台、二本木、引田、山下）[4]

## 卒業後の進路
- 角田市立角田中学校[4]